# Caroline Ingalls
Caroline Lake Ingalls, geboortenaam: Quiner (Brookfield (Wisconsin), 12 december 1839 - De Smet (South Dakota), 20 april 1924) was de moeder van Laura Ingalls Wilder, de schrijfster van Het kleine huis op de prairie.

## Biografie
Caroline Ingalls werd geboren als vijfde van zeven kinderen van Henry en Charlotte (Tucker) Quiner. Zij verloor haar vader toen zij vijf jaar oud was, waarna haar moeder hertrouwde met Frederick Holbrook, een boer die in de buurt woonde. 
Toen zij zestien jaar oud was, werd Caroline onderwijzeres. Op 1 februari 1860 trouwde zij met Charles Ingalls, en zij kregen vijf kinderen: Mary, Laura, Carrie, Freddy en Grace. Freddy stierf als baby.  Zij verhuisden veel met het gezin, maar vestigden zich uiteindelijk in De Smet, South Dakota. Zij stierf op 20 april 1924, 84 jaar oud.
De pioniersjaren van de familie Ingalls werden wereldberoemd door Het kleine huis op de prairie en andere boeken van tweede dochter Laura Ingalls Wilder, en de verfilmingen daarvan.
De rol van Caroline werd gespeeld door Karen Grassle (in de televisieserie), Lindsay Crouse (in Beyond the Prairie) en Erin Cottrell (in de miniserie).